# Wadamisaki (métro municipal de Kobe)
Wadamisaki est une station de la ligne Kaigan du métro municipal de Kobe. Elle est située dans l'arrondissement Hyōgo-ku de Kobe, préfecture de Hyōgo au Japon. Elle est en correspondance avec la gare de Wadamisaki (JR).
Mise en service en 2001, elle est desservie par les rames de la ligne Kaigan (bleue).

## Situation sur le réseau

Plan du métro.

Établie en souterrain, Wadamisaki est une station de passage, au point kilométrique (PK) 4,6, de la ligne Kaigan (bleue) du métro municipal de Kobe. Elle est située entre la station Chūō-Ichibamae, en direction du terminus sud Sannomiya-Hanadokeimae, et la station Misaki-Kōen, en direction du terminus nord Shin-Nagata.
Elle dispose d'un quai central encadré par les deux voies de la ligne.

## Histoire
Bien que le nom de la station soit Wadamisaki, elle a pris le surnom de Mitsubishi Kōbe byōin mae (三菱神戸病院) (littéralement: station devant l’hôpital Mitsubishi de Kobe).
C'est le 7 juillet 2001 que  la station de métro est inauguré
En 2015, la fréquentation journalière de la station était de  10, 042 personnes.
| 2010  | 2011  | 2012  | 2013  | 2014  | 2015   |
| 9 991 | 9 960 | 9 951 | 9 595 | 9 782 | 10 042 |

## Services aux voyageurs

### Accès et accueil
La carte PiTaPa est possible pour l’accès aux portillons d’accès aux quais.

## À proximité
La station dessert notamment : l'Artillerie côtière de Wadamisaki, le Stade du parc Misaki, le sanctuaire shinto Wada-jinja et le sanctuaire shinto Mitsuishi-jinja.